# NGC 1456
NGC 1456 is een dubbelster in het sterrenbeeld Stier. Het hemelobject werd in 1886 ontdekt door de Duits-Britse astronoom Jacob Gerhard Lohse (1851-1941).